# Gezeiten
Gezeiten è il sesto album in studio del gruppo musicale austriaco L'Âme Immortelle, pubblicato nel 2004 dalla GUN Records.

## Tracce
1. Es zieht dich davon – 5:26
2. 5 Jahre – 4:13
3. Fear – 4:24
4. Stumme Schreie – 3:32
5. Fallen Angel – 5:03
6. Gezeiten – 4:24
7. Rain – 3:38
8. Masquerade – 3:35
9. Kingdom – 5:34
10. Calling – 4:25
11. Ohne dich – 5:37